# ウィリアム・モンタギュー・ダグラス・スコット (第6代バクルー公爵)

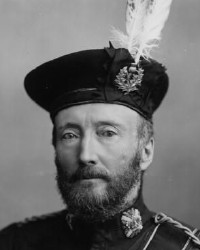
6代バクルー公

第6代バクルー公爵および第8代クイーンズベリー公爵ウィリアム・ヘンリー・ウォルター・モンタギュー・ダグラス・スコット（英: William Henry Walter Montagu Douglas Scott, 6th Duke of Buccleuch & 8th Duke of Queensberry、1831年9月9日 - 1914年11月5日）は、イギリスの貴族。ガーター勲章勲爵士（KG）、アザミ勲章勲爵士（KT、後に返上）、枢密顧問官（PC）、セルカークシャー州の治安判事（JP）、セルカークシャー州およびロックスバラシャー州の副統監（DL）。

## 経歴
第5代バクルー公爵ウォルター・モンタギュー・ダグラス・スコットと第2代バース侯爵トマス・シンの娘シャーロット・アンの間に長男としてロンドン・ホワイトホールのモンタギュー・ハウスで誕生した。
イートン・カレッジを経てオックスフォード大学クライスト・チャーチ・カレッジで学んだ。
1853年から1868年まで、および1874年から1880年までミッドロージアン州選挙区選出の保守党所属庶民院議員。1856年にはロシア帝国への特派使節団に参加した。
1884年に父親の死去により爵位を相続。
1858年にダンフリーズの統監（Lord Lieutenant of Dumfries; 知事）に任じられた。1875年にアザミ勲章を受勲するが、1897年にガーター勲章を受勲したときにアザミ勲章騎士団からは退団している。1901年に枢密顧問官に列せられた。
1914年11月5日、ロンドン・ホワイトホールのモンタギュー・ハウスで死去し、ミッドロージアン州ダルキースの聖メアリ礼拝堂に葬られた。長男のウォルターに先立たれていたため、爵位は次男のジョンが相続した。

## 家族
1859年11月22日に初代アバコーン公爵ジェイムズ・ハミルトンの娘ルイーザとロンドンの聖ジョージ教会で結婚した。彼女も母シャーロット・アンと同じく女官長（Mistress of the Robes; 衣装係女官）となり、ヴィクトリア女王やアレグザンドラ王妃に仕えた。
- ダルキース伯爵ウォルター・ヘンリー・モンタギュー・ダグラス・スコット （1861年 – 1886年）
- ジョン・チャールズ・モンタギュー・ダグラス・スコット卿（1886年よりダルキース伯爵） （1864年 – 1935年） - 第7代バクルー公爵・第9代クイーンズベリー公爵（1914年襲爵）
- ジョージ・ウィリアム・モンタギュー・ダグラス・スコット卿（ポーランド語版） （1866年 – 1947年）
- ヘンリー・フランシス・モンタギュー・ダグラス・スコット卿 （1868年 – 1945年）
- ハーバート・アンドルー・モンタギュー・ダグラス・スコット卿（英語版） （1872年 – 1944年）
- レディ・キャサリン・メアリ・モンタギュー・ダグラス・スコット （1875年 – 1951年） - 第3代ハムデン子爵（英語版）トマス・ブランド（英語版）夫人
- レディ・コンスタンス・アン・モンタギュー・ダグラス・スコット （1877年 – 1970年） - ダグラス・ハリバートン・ケアンズ夫人
- フランシス・ジョージ・モンタギュー・ダグラス・スコット卿（ポーランド語版） （1879年 – 1952年）

## 註釈
1. ↑  おそらくアレクサンドル2世の戴冠式に出席するために第2代グランヴィル伯爵グランヴィル・ルーソン＝ゴアを団長として派遣された使節団。